# Mesopristes elongatus
Mesopristes elongatus és una espècie de peix pertanyent a la família dels terapòntids.

## Descripció
- Pot arribar a fer 16 cm de llargària màxima.[5][6]

## Hàbitat
És un peix d'aigua dolça i salabrosa, bentopelàgic i de clima tropical.

## Distribució geogràfica
Es troba a Madagascar.

## Estat de conservació
Les seues principals amenaces són la fragmentació i degradació del seu hàbitat a través de la sedimentació causada per la desforestació.

## Observacions
És inofensiu per als humans i, probablement, es comercialitza fresc als mercats.